# 拉伊夫卡 (希沙基區)
49°43′6″N 33°54′37″E / 49.71833°N 33.91028°E
拉伊夫卡（烏克蘭語：Раївка），是烏克蘭中部的村莊，隸屬波爾塔瓦州的米爾霍羅德區。該村距離佐祖利0.5公里，海拔高度約137米，2001年該村落人口5。